# Sielsowiet Czyść
Sielsowiet Czyść (biał. Чысьцінскі сельсавет, ros. Чистинский сельсовет) – sielsowiet na Białorusi, w obwodzie mińskim, w rejonie mołodeczańskim. Siedziba urzędu mieści się w Czyściu.

## Miejscowości
- osiedle:
  - Czyść
- wsie:
  - Czerty
  - Osowiec
  - Rajówka
- dawne wsie:
  - Nowy Bór (folwark)[1]